# برلوك (ديمكاران)
برلوك (بالفارسية: پرلوک) هي قرية تقع في إيران في قسم دیمکاران الريفي. يقدر عدد سكانها بـ 2,027 نسمة .